# Shogo Toyomura
Shogo Toyomura (japanisch 豊村 翔吾 Toyomura Shogo}; * 6. November 1999 in der Präfektur Nagasaki) ist ein japanischer Fußballspieler.

## Karriere
Shogo Toyomura erlernte das Fußballspielen in der Jugendmannschaft des Egami SC, in der Schulmannschaft der Soseikan High School sowie in der Universitätsmannschaft der Chuo Gakuin University.  Seinen ersten Vertrag unterschrieb er im Februar 2022 bei Albirex Niigata (Singapur). Der Verein ist ein Ableger des japanischen Zweitligisten Albirex Niigata, der in der ersten singapurischen Liga, der Singapore Premier League, spielt. Sein Erstligadebüt gab Shogo Toyomura am 21. Oktober 2022 (25. Spieltag) im Auswärtsspiel gegen Geylang International. Hier wurde er in der 46. Minute für Tatsuya Sambongi eingewechselt. Das Spiel endete 1:1. Am Ende der Saison feierte er mit Albirex die singapurische Meisterschaft. Nach der Meisterschaft ging er wieder in seine Heimat wo er sich dem Fünftligisten FC Nobeoka Agata anschloss. Mit dem Verein aus Nobeoka spielt er in der Kyushu Soccer League.

## Erfolge
Albirex Niigata (Singapur)
- Singapurischer Meister: 2022